# Brisinga bengalensis
Brisinga bengalensis is een veertienarmige zeester uit de familie Brisingidae.
De wetenschappelijke naam van de soort werd in 1891 gepubliceerd door James Wood-Mason & Alfred William Alcock. Het materiaal waarop de beschrijving gebaseerd is, was opgedregd van een diepte van 561 vadem (1026 meter) tijdens een tocht van het schip Investigator in 1890 en 1891, op onderzoeksstation 112 in de Baai van Bengalen (13°47,5'N, 92°36'O).